# SingStar Legends
SingStar Legends es un juego de karaoke del sistema PlayStation 2 publicado por Sony Computer Entertainment Europe y desarrollado por SCEE y London Studio. Este es la 6ª entrega en la saga SingStar.
SingStar Legends como el juego original, es distribuido tanto solo el juego (DVD), como el juego y un par de micrófonos acompañado - uno rojo y otro azul-. SingStar es compatible con la cámara EyeToy que sirve para visualizar a los jugadores en la pantalla mientras cantan.

## El Juego
SingStar Legends es un juego de karaoke popular en el que los jugadores cantan canciones para conseguir puntos. Los jugadores interactúan con la PS2 por los micrófonos USB, mientras una canción es mostrada, junto a su video musical, en pantalla. Las letras de la canción son visualizadas durante toda la partida en la parte inferior de la pantalla. SingStar Rocks! reta a los jugadores a cantar como en las canciones originales, pero con su propia voz. Se trata de cantar lo más parecido o igualmente, intentando afinar igual, para poder ganar puntos. Normalmente, son 2 los jugadores los que compiten a la vez, aunque el juego incluye otro tipo de modos para más jugadores.
El 6º juego de SingStar se atreve con canciones que marcaron en su momento, temas legendarios que se dieron a conocer en todo el mundo. Al igual que ocurrió con la versión dedicada a los 80, este juego contiene únicamente temas en inglés, debido a su publicación acelerada para coincidir con el resto de países, que lo colocó en el mercado casi simultáneamente al juego dedicado al pop español de los 80.
SingStar Legends, como todo el resto de juegos de SingStar, excepto la primera entrega, mide el tono de un jugador y no lo compara con la voz original, esto quiere decir, que se puede cantar en cualquier octava más alta o más baja y aun así se pueden conseguir puntos. Esto está preparado para aquellos jugadores que no son capaces de cantar en un registro tan alto o tan bajo como la grabación original. Además, SingStar Legends incluye nuevos filtros de voz que pueden ser usados en el modo Playback para distorsionar o realzar la voz grabada durante la canción.
En SingStar se puede jugar a 3 niveles distintos de dificultad -fácil, medio y difícil-. Cuanto más alto es el nivel del juego, menos podremos desafinar del tono original.
Esta versión de SingStar permite cambiar el disco de SingStar que hay dentro de la consola al principio (Al que nos referiremos como Disco Maestro), para cambiar las canciones sin la necesidad de reiniciar tu consola. Cuando hemos cambiado el disco, la interfaz de juego, la funcionalidad y la apariencia siguen permaneciendo del Disco Maestro. Esto es bastante útil con la primera versión de SingStar, que tiene varios fallos además de carecer de la capacidad de cantar en una octava menor o mayor del registro original; esto significa que hay que cantar idéntico al cantante original, con lo que es mucho más difícil. 

### Modos de Juego
- Cantar Solo - Modo para que un solo jugador cante
- Dueto - Dueto para 2 jugadores, en el que al final de la canción, sumarán sus puntuaciones.
- Batalla - Modo para 2 jugadores en el que competirán por la mejor canción. A veces también con algunas canciones en dueto, solo que sin sumar sus puntuaciones.
- Pasa el Micro - Modo multijugador especial para fiestas.

## SingStar LegendsLista de canciones

### Lista española
La siguiente lista corresponde con la lista de canciones de la versión inglesa. La lista de canciones de la versión española en esta versión, al igual que en SingStar '80s, SingStar '90s, SingStar Rock Ballads y SingStar R&B no fue alterada de su versión original:
| Artista                           | Canción                                               | Observaciones                            |
| --------------------------------- | ----------------------------------------------------- | ---------------------------------------- |
| SingStar Legends                  |                                                       |                                          |
| Aretha Franklin                   | "Respect"                                             |                                          |
| The Beach Boys                    | "Surfin' USA"                                         | Ver Curiosidades...                      |
| Black Sabbath                     | "Paranoid"                                            |                                          |
| Blur                              | "Parklife"                                            | Dueto: Phil Daniels [RAP] / Albarn       |
| David Bowie                       | "Life On Mars?"                                       |                                          |
| Depeche Mode                      | "Enjoy The Silence"                                   |                                          |
| Dusty Springfield                 | "Son Of A Preacher Man"                               |                                          |
| Ella Fitzgerald & Louis Armstrong | "Let's Call The Whole Thing Off"                      | Dueto: Ella Fitzgerald / Louis Armstrong |
| Elton John                        | "Rocket Man"                                          |                                          |
| Elvis Presley                     | "Blue Suede Shoes"                                    |                                          |
| Jackie Wilson                     | "Reet Petite (The Finest Girl You Ever Want To Meet)" |                                          |
| John Lennon                       | "Imagine"                                             |                                          |
| Johnny Cash                       | "Ring of Fire"                                        |                                          |
| Lynyrd Skynyrd                    | "Sweet Home Alabama"                                  |                                          |
| Madonna                           | "Papa Don't Preach"                                   |                                          |
| Marvin Gaye                       | "I Heard It Through the Grapevine"                    |                                          |
| Nirvana                           | "Smells Like Teen Spirit"                             |                                          |
| Patsy Cline                       | "Crazy"                                               |                                          |
| Pet Shop Boys                     | "Always on My Mind"                                   |                                          |
| Roxy Music                        | "Love Is the Drug"                                    |                                          |
| Sam Cooke                         | "(What a) Wonderful World"                            |                                          |
| The Jackson 5                     | "I Want You Back"                                     |                                          |
| The Monkees                       | "Daydream Believer"                                   |                                          |
| The Police                        | "Roxanne"                                             |                                          |
| The Righteous Brothers            | "Unchained Melody"                                    |                                          |
| The Rolling Stones                | "Sympathy for the Devil"                              |                                          |
| The Smiths                        | "This Charming Man"                                   |                                          |
| Tina Turner                       | "What's Love Got to Do With It"                       |                                          |
| U2                                | "Vertigo"                                             |                                          |
| Whitney Houston                   | "Greatest Love of All"                                |                                          |

[RAP]: La canción incluye Rapímetro parcial o totalmente en la canción.
Dueto: Cantante 1 / Cantante 2: La canción es un dueto predefinido no cooperativo. Cada jugador será uno de los cantantes que participa en ella. Puedes elegir y cambiar que micro será cada cantante.

### Lista alemana
| Lista alemana    | Lista alemana       | Lista alemana                    |
| Artista          | Canción             | Canción Sustituida...            |
| ---------------- | ------------------- | -------------------------------- |
| SingStar Legends |                     |                                  |
| Die Toten Hosen  | "1000 Gute Gründe"  | Blur - "Parklife"                |
| Söhne Mannheims  | "Geh Davon Aus"     | Patsy Cline - "Crazy"            |
| Take That        | "Back for Good"     | Roxy Music - "Love Is the Drug"  |
| Xavier Naidoo    | "Wo Willst Du Hin?" | The Smiths - "This Charming Man" |

### Lista americana
| Lista americana  | Lista americana                              | Lista americana                                           |
| Artista          | Canción                                      | Canción Sustituida...                                     |
| ---------------- | -------------------------------------------- | --------------------------------------------------------- |
| SingStar Legends |                                              |                                                           |
| Biz Markie       | "Just A Friend"                              | Aretha Franklin - "Respect"                               |
| Bonnie Tyler     | "Total Eclipse Of The Heart"                 | Barry White - "You're The First, The Last, My Everything" |
| Elton John       | "I'm Still Standing"                         | Blur - "Parklife"                                         |
| Elvis Presley    | "Blue Suede Shoes"                           | Depeche Mode - "Enjoy The Silence"                        |
| Grateful Dead    | "Touch Of Grey"                              | Elton John - "Rocket Man"                                 |
| James Brown      | "I Got You (I Feel Good)"                    | Jackie Wilson - "Reet Petite (The Finest Girl...)"        |
| Joy Division     | "Love Will Tear Us Apart"                    | Lynryd Skynrd - "Sweet Home Alabama"                      |
| Marvin Gaye      | "What's Goin On?"                            | Marvin Gaye - "I Heard It Through The Gravepine"          |
| Michael McDonald | "I Keep Forgettin' (Every Time You're Near)" | Pet Shop Boys - "Always On My Mind"                       |
| Ray Charles      | "Hit The Road Jack"                          | Roxy Music - "Love Is The Drug"                           |
| Tom Jones        | "What's New Pussycat"                        | U2 - "Vertigo"                                            |
| Whitney Houston  | "I'm Your Baby Tonight"                      | Whitney Houston - "The Greatest Love Of All"              |

- Bonnie Tyler - "Total Eclipse Of The Hear" ya fue incluida en SingStar Anthems

### Lista australiana / neozelandesa
| Lista australiana / neozelandesa | Lista australiana / neozelandesa | Lista australiana / neozelandesa                                     |
| Artista                          | Canción                          | Canción Sustituida...                                                |
| -------------------------------- | -------------------------------- | -------------------------------------------------------------------- |
| SingStar Legends                 |                                  |                                                                      |
| Jimmy Barnes                     | "No Second Prize"                | Barry White - "You're The First, The Last, My Everything"            |
| Jimmy Barnes                     | "Working Class Man"              | Blur - "Parklife"                                                    |
| John Farnham                     | "You're The Voice"               | Depeche Mode - "Enjoy the Silence"                                   |
| John Paul Young                  | "Love Is In The Air"             | Ella Fitzgerald & Louis Armstrong - "Let's Call The Whole Thing Off" |
| Midnight Oil                     | "Beds Are Burning"               | Patsy Cline - "Crazy"                                                |
| Silverchair                      | "Tomorrow"                       | Roxy Music - "Love Is The Drug"                                      |
| The Angels                       | "No Secrets"                     | The Rolling Stones - "Sympathy for the Devil"                        |
| The Easybeats                    | "Friday On My Mind"              | The Smiths - "This Charming Man"                                     |

### Lista danesa
En Dinamarca se lanzaron a la venta tanto la versión internacional como la adaptación regional de SingStar Legends:
| Lista danesa                   | Lista danesa                            | Lista danesa                                                          |
| Artista                        | Canción                                 | Canción Sustituida...                                                 |
| ------------------------------ | --------------------------------------- | --------------------------------------------------------------------- |
| SingStar Legends               |                                         |                                                                       |
| Blå Øjne                       | "Fiskene I Havet"                       | Black Sabbath - "Paranoid"                                            |
| Brødrene Olsen                 | "Smuk Som Et Stjerneskud"               | Blur - "Parklife"                                                     |
| Danser Med Drenge              | "Hvorlænge Vil Du Ydmyge Dig?"          | David Bowie - "Life On Mars"                                          |
| Det Brune Punktum              | "Jeg Vil I Seng Med De Fleste"          | Depeche Mode - "Enjoy the Silence"                                    |
| John Mogensen                  | "Der Er Noget Galt i Danmark"           | Ella Fitzgerald & Louis Armstrong - "Let's Call The Whole Thing Off"  |
| Johnny Deluxe ft. Anna Nordell | "Drømmer Jeg?"                          | Elton John - "Rocket Man"                                             |
| Karen Busck & Eran DD          | "Hjertet Ser"                           | Jackie Wilson - "Reet Petite (The Finest Girl You Ever Want To Meet)" |
| Lars Lilholt                   | "Kald Det Kærlighed"                    | Patsy Cline - "Crazy"                                                 |
| Rasmus Nøhr                    | "Sommer I Europa"                       | Roxy Music - "Love Is the Drug"                                       |
| Sanne Salomonsen               | "Everybody's Eyes On You"               | Sam Cooke - "What A Wonderful World"                                  |
| Swan Lee                       | "I Don't Mind"                          | The Monkees - "Daydream Believer"                                     |
| Tøsedrengene                   | "Si' Du Kan Li' Mig"                    | The Smiths - "This Charming Man"                                      |
| Tue West                       | "Hun Er Fri (Kvinden Og Lottokuglerne)" | U2 - "Vertigo"                                                        |
| TV-2                           | "De Første Kærester På Månen"           | Whitney Houston - "The Greatest Love of All"                          |

### Lista francesa
| Lista francesa   | Lista francesa                     | Lista francesa                  |
| Artista          | Canción                            | Canción Sustituida...           |
| ---------------- | ---------------------------------- | ------------------------------- |
| SingStar Legends |                                    |                                 |
| Hélène Segara    | "Il Y A Trop De Gens Qui T'Aiment" | Roxy Music - "Love Is The Drug" |

### Lista finlandesa
En Finlandia la lista fue alterada para incluir éxitos muy conocidos en el país y además cambiaron el nombre del juego a SingStar Legendat
| Lista finlandesa               | Lista finlandesa        | Lista finlandesa                                                      |
| Artista                        | Canción                 | Canción Sustituida...                                                 |
| ------------------------------ | ----------------------- | --------------------------------------------------------------------- |
| SingStar Legendat              |                         |                                                                       |
| Aki Sirkesalo                  | "Naispaholainen"        | Barry White - "You're The First, The Last, My Everything"             |
| Anssi Kela                     | "Milla"                 | Blur - "Parklife"                                                     |
| Don Huonot                     | "Riidankylväjä"         | David Bowie - "Life on Mars?"                                         |
| Eppu Normaali                  | "Tahroja paperilla"     | Dusty Springfield - "Son of a Preacher Man"                           |
| HIM                            | "Right Here in My Arms" | Ella Fitzgerald & Louis Armstrong - "Let's Call The Whole Thing Off"  |
| Indica                         | "Ikuinen virta"         | Elton John - "Rocket Man"                                             |
| J. Karjalainen ja mustat lasit | "Doris"                 | Elvis Presley - "Blue Suede Shoes"                                    |
| Lordi                          | "Hard Rock Hallelujah"  | Jackie Wilson - "Reet Petite (The Finest Girl You Ever Want To Meet)" |
| Neljä Ruusua                   | "Juppihippipunkkari"    | Johnny Cash - "Ring of Fire"                                          |
| Pelle Miljoona                 | "Moottoritie on kuuma"  | Patsy Cline - "Crazy"                                                 |
| PMMP                           | "Pikkuveli"             | Roxy Music - "Love Is the Drug"                                       |
| Popeda                         | "Pitkä kuuma kesä"      | The Jackson 5 - "I Want You Back"                                     |
| Samuli Edelmann & Sani         | "Tuhat yötä"            | The Monkees - "Daydream Believer"                                     |
| Suurlähettiläät                | "Elokuun 11."           | The Rolling Stones - "Sympathy for the Devil"                         |
| The Rasmus                     | "In the Shadows"        | The Smiths - "This Charming Man"                                      |
| Yö                             | "Joutsenlaulu"          | U2 - "Vertigo"                                                        |

### Lista italiana
| Lista italiana   | Lista italiana                   | Lista italiana                                                       |
| Artista          | Canción                          | Canción Sustituida...                                                |
| ---------------- | -------------------------------- | -------------------------------------------------------------------- |
| SingStar Legends |                                  |                                                                      |
| 833              | "Una canzone d'amore"            | Black Sabbath - "Paranoid"                                           |
| Carmen Consoli   | "Confusa e felice"               | Blur - "Parklife"                                                    |
| Carmen Consoli   | "Parole di burro"                | Ella Fitzgerald & Louis Armstrong - "Let's Call The Whole Thing Off" |
| Jovanotti        | "Bella"                          | Johnny Cash - "Ring Of Fire"                                         |
| Jovanotti        | "Ragazzo Fortunato"              | Patsy Cline - "Crazy"                                                |
| Ligabue          | "A che ora è la fine del mondo?" | Roxy Music - "Love Is The Drug"                                      |
| Pooh             | "Uomini soli"                    | The Monkees - "Daydream Believer"                                    |
| Zucchero         | "Diamante"                       | The Righteous Brothers - "Unchained Melody"                          |
| Zucchero         | "Con le mani"                    | The Smiths - "This Charming Man"                                     |